# Liste der Naturdenkmale in Diethardt
Die Liste der Naturdenkmale in Diethardt nennt die im Gemeindegebiet von Diethardt ausgewiesenen Naturdenkmale (Stand 20. Mai 2024).

## Naturdenkmale
| Nr.         | Bezeichnung        | Lage                             | Beschreibung                                                                     | Bild                                    |
| ----------- | ------------------ | -------------------------------- | -------------------------------------------------------------------------------- | --------------------------------------- |
| ND-7141-391 | Winterlindengruppe | Kirchberg, auf dem Friedhof Lage | Tilia cordata, zwei Exemplare, je 15 m hoch bei 0,74 m bzw. 0,67 m Durchmesser   | Direkt Bild zu diesem Denkmal hochladen |
| ND-7141-392 | Alte Linde         | Kirchberg, bei Nr. 2 Lage        | Tilia cordata, um 1870 gekeimt, 18 m hoch bei 0,91 m Durchmesser (im Bild links) | Fotos hochladen                         |

## Ehemalige Naturdenkmale
| Nr. | Bezeichnung     | Lage                          | Beschreibung                                                  | Bild                                    |
| --- | --------------- | ----------------------------- | ------------------------------------------------------------- | --------------------------------------- |
|     | Rotbuchengruppe | Bergstraße, neben Nr. 6a Lage | Fagus sylvatica, zwei Bäume; Rechtsverordnung 2013 aufgehoben | Direkt Bild zu diesem Denkmal hochladen |